# Patrik Redo
Patrik Redo, född 24 november 1981 i Anderstorp, är en svensk före detta fotbollsspelare.
Redo har bland annat spelat i Allsvenskan för Halmstads BK och Trelleborgs FF, i Superettan för Jönköpings Södra och i isländska ligan för Fram.